# Милутин М. Продановић
Милутин М. Продановић (Чиби) (30. септембар 1965), српски је политичар.

## Биографија
Деда му је био Милета М. Продановић, који се такође бавио политиком и био кандидат за народног посланика као члан тадашње Демократске странке. Рођен је и одрастао је у Чачку. Отац му је Мирослав М. Продановић (1927—1998) а мајка Радмила (1938). Политичку каријеру започео у Горњем Милановцу. Пореклом је из села Прањани где је провео добар део детињства.
Завршио је Машински факултет Универзитета у Београду 1993. и специјалистичке студије на истом факултету 1996. 
Магистар је техничких наука (2014) и завршио је докторске студије на Машинском факултету Универзитета у Београду.
Отац је Катарине (1993) и Михаила (2009).
Страствени је ловац, а о његовој повреди и догодовштинама у лову писале су и дневне новине.
Учествовао је у оснивању часописа студената Богословског факултета “Логос”, са Небојшом Крстићем, Младеном Дурићем, Миланом Васиљевићем, Владимиром Вукашиновићем и другима.
Добио је Хиландарску споменицу 2009, због помоћи при обнови манастира.
2005. године добитник Велике повеље Машинског факултета Универзитета у Београду, због помоћи при изградњи нових учионица и лабораторија.
Власник је мини дестилерије у Прањанима и бренда ракије од шљива "МИСИЈА" и ракије од крушке "ДАКОТА".

## Пословна биографија
Од 1993. до 1995. је радио у фабрици ЦЕР Чачак; након тога до 1998. као директор развоја фабрике ФАД у Горњем Милановцу, а од 1998. до 1999. као директор сектора производње фабрике Илијак у Чачку. Од 1999. до 2000. ради као директор сектора у Glas Proing, a 2000. године, након петооктобарских промена, постављен је за директора ЈКП 17. септембар из Горњег Милановца.
По престанку обављања политичких функција, Влада Србије га поставља за директора НИС-Енергогаса, одакле 2005. године прелази у Министарство рударства и енергетике за Помоћника министра.
После седам година проведених у Министарству одлази у Ј.П. ЕПС за координатора за инвестиције и експлоатацију у привредном друштву „ЕПС обновљиви извори“ д.о.о.
Овлашћени је судски вештак машинске струке и лиценцирани пројектант и извођач радова у машинској и гасној техници.

## Политички живот
Био је члан Омладинске радне бригаде „Драгиша Мишовић“ из Чачка на ОРА Ниш 83 II смена 1983. године.
Члан је Демократске странке Србије (ДСС) од 1995. године, чији је посланик у Скупштини Србије био у два мандата од 2000. до 2004.
Био је члан Главног одбора Демократске странке Србије од 1998 до 2006. године.
За председника Скупштине општине Горњи Милановац изабран је 2001. године. Био је члан Одбора за финансије и Одбора за урбанизам југословенске делегације у Конгресу локалних и регионалних власти Европе, при Савету Европе у Стразбуру.
Потпредседник СКГОЈ од 2002-2004. године (Стална конференција градова и општина Југославије)
Био је члан управног одбора АК Црвена звезда од 2003. године.
Био је помоћник министра рударства и енергетике од 19. јануара 2006. до 31. августа 2012. Његова улога у пропуштању Србије да купи већински удео у Југоросгасу је предмет бројних анализа и новинских чланака.